# برونو ماریونی
برونو ماریونی (انگلیسی: Bruno Marioni؛ زادهٔ ۱۵ ژوئن ۱۹۷۵) بازیکن فوتبال اهل آرژانتین است.
از باشگاه‌هایی که در آن بازی کرده‌است می‌توان به باشگاه ورزشی تنریف، باشگاه فوتبال پاچوکا، باشگاه فوتبال بوکا جونیورز، باشگاه فوتبال ویارئال، باشگاه فوتبال استودیانتس، باشگاه فوتبال نیولز اولد بویز، باشگاه فوتبال اطلس، باشگاه فوتبال اسپورتینگ پرتغال، باشگاه اتلتیکو ایندپندینته، و باشگاه فوتبال اونیورسیداد ناسیونال اشاره کرد.